# 普朗角
普朗角（英語：Prong Point），是南極洲的海岬，位於南奧克尼群島的科羅內申島北岸，在1821年12月由美國的捕海豹者發現，現時由南極條約體系管理。